# Station Staines
Staines is een spoorwegstation van National Rail in Spelthorne in Engeland. Het station is eigendom van Network Rail en wordt beheerd door South Western Railway. 